# Euchloropus laetus
Euchloropus laetus är en skalbaggsart som beskrevs av Fabricius 1801. Euchloropus laetus ingår i släktet Euchloropus och familjen Cetoniidae. Inga underarter finns listade i Catalogue of Life.

## Bildgalleri

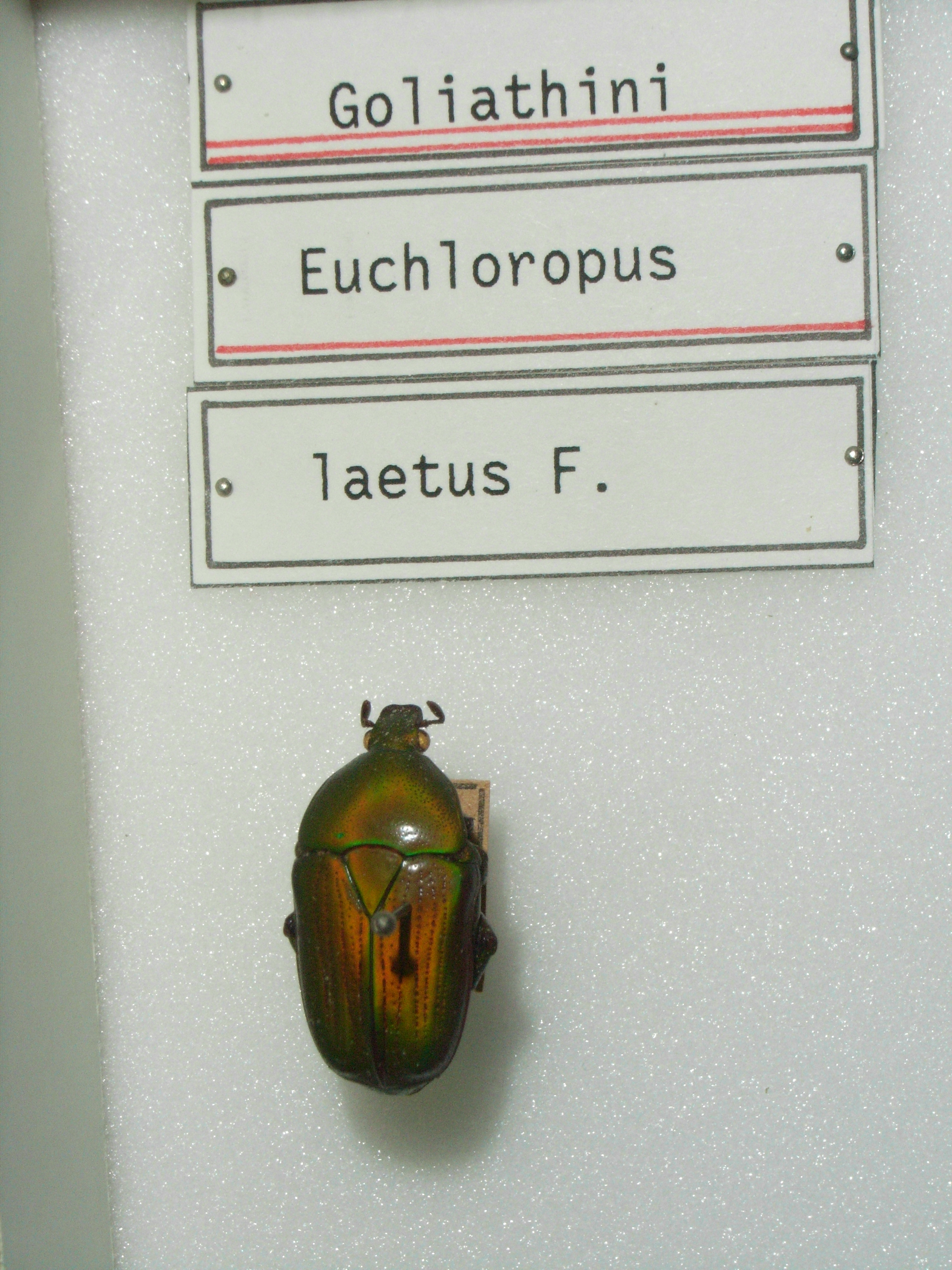
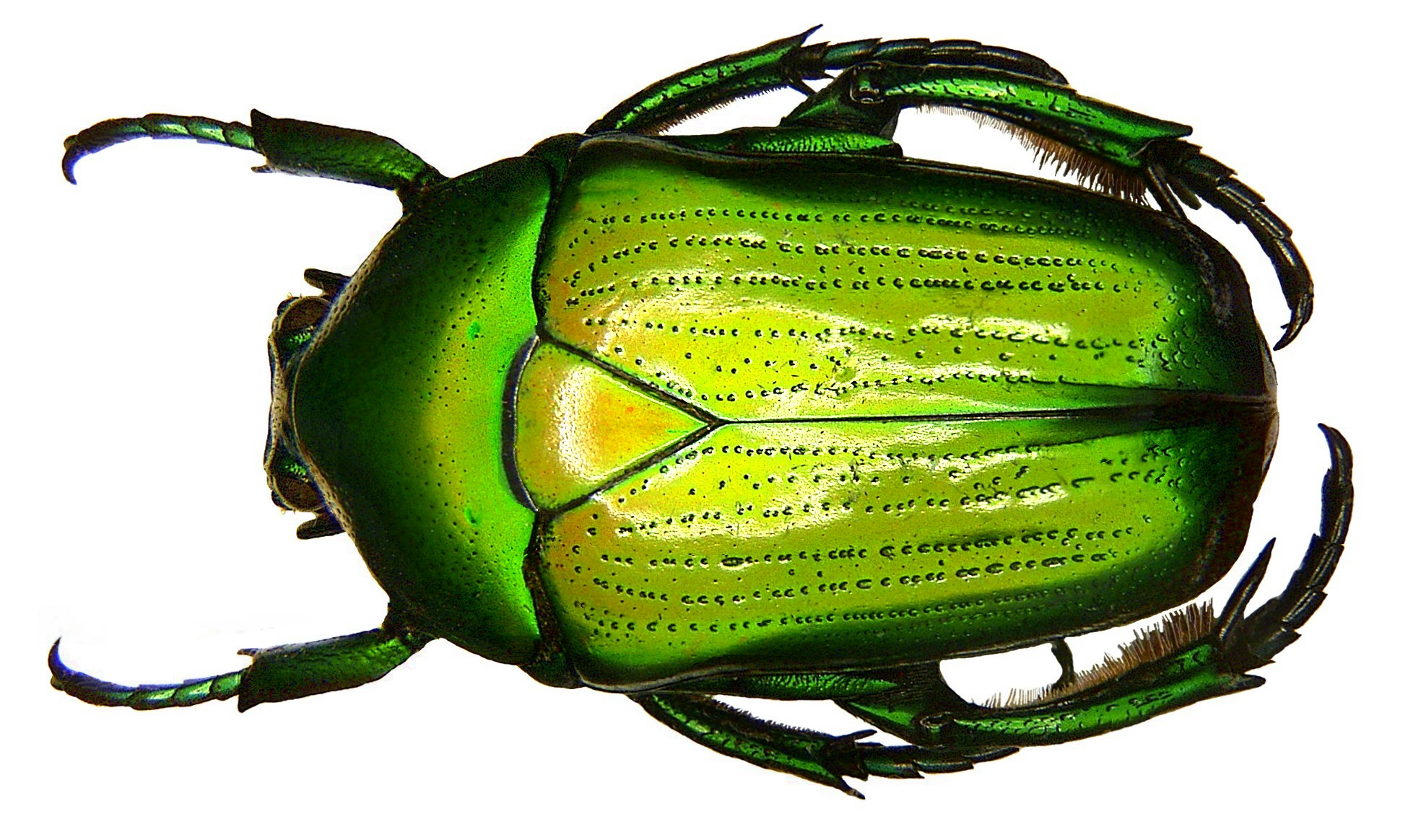